# Limothrips cerealium
Espèce
Limothrips cerealium (Thrips des céréales ou Bête d'orage) est une espèce d'insectes thysanoptères de la famille des Thripidae, à répartition cosmopolite.
Cet insecte qui parasite les graminées est, surtout au stade larvaire, un ravageur des céréales qui peut causer des baisses de rendements et diminuer la qualité des grains.
Ce thrips peut aussi infester les habitations et piquer les personnes, et on a pu noter de rares cas de pseudo-délires de parasitose dans un environnement favorisant la pullulation de l'insecte.

## Distribution
L'aire de répartition de Limothrips cerealium s'étend à l'ensemble des régions tempérées du globe. L'espèce est originaire d'Europe occidentale. On l'a également signalée à Porto Rico, mais elle généralement absente des régions tropicales.

## Synonymes
- Limothrips adusta Maltbaek, 1927 ;
- Limothrips aptera Karny, 1914 ;
- Limothrips avenae Hinds, 1902 ;
- Limothrips cerealium ssp. astutus Priesner, 1964 ;
- Limothrips minor Bagnall, 1927 ;
- Limothrips syriacus Jenser, 2009 ;
- Thrips (Limothrips) cerealium Haliday, 1836[4].